# Aeropuerto Urbano Charles B. Wheeler
El Aeropuerto Urbano Charles B. Wheeler (IATA: MKC, OACI: KMKC, FAA LID: MKC), también conocido como Aeropuerto Urbano de Kansas City, es un aeropuerto civil localizado en Kansas City, condado de Clay, Misuri, Estados Unidos. Este aeropuerto es propiedad pública de la ciudad de Kansas City.

## Historia

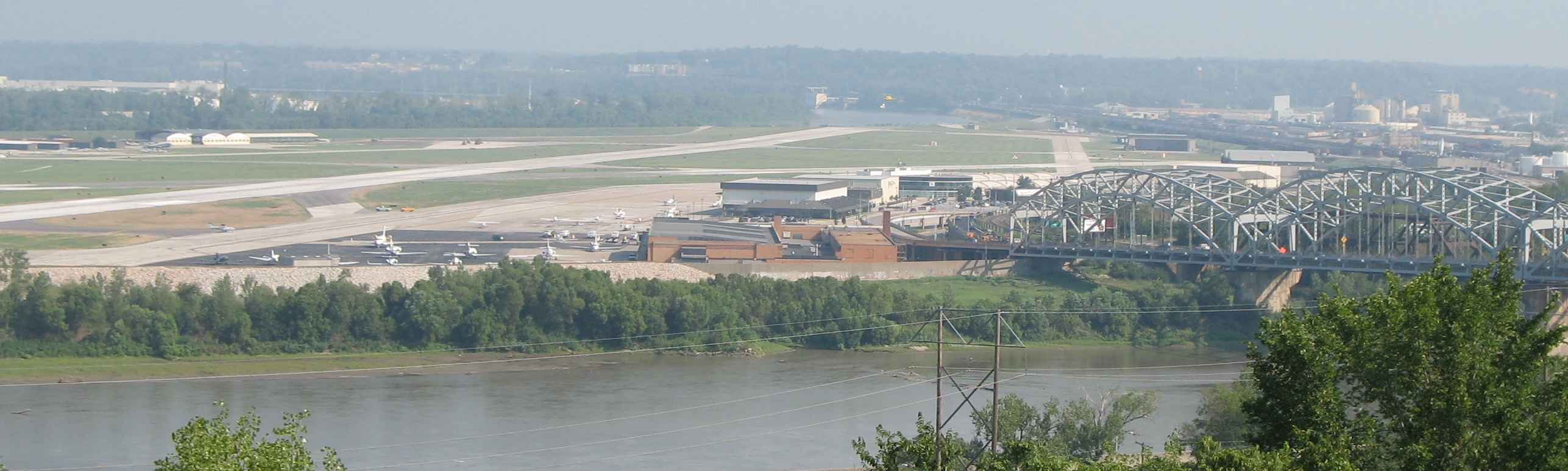
El aeropuerto desde Quality Hill. El Broadway Bridge (Kansas City) está a la derecha. La planta de montaje de Fairfax (anterior Aeropuerto de Fairfax) es el edificio más grande en la orilla izquierda del Río Misuri.

Este aeropuerto reemplazó al Aeródromo Richards como principal aeropuerto de Kansas City. Fue bautizado como Nuevo aeródromo Richards en 1927 por Charles Lindbergh. Sin embargo fue pronto llamado Aeropuerto Municipal de Kansas City. Su principal aerolínea fue TWA que tenía a sus directivos en Kansas City porque se trataba de su localización central. El aeropuerto fue construido en las riberas del río Misuri junto a las vías de tren del Puente Hannibal. En aquel momento se planteó la posibilidad de uso del ferrocarril en unión con el aeropuerto.

El aeropuerto tiene limitada su ampliación (El Aeropuerto de Fairfax al otro lado del río Misuri en Kansas City (Kansas) dispone actualmente de más espacio útil que antes de su cierre). Los aviones tienen que sortear el Quality Hill de 200 pie (60 m) y los rascacielos del centro de Kansas City al sur de la pista principal. A principios de los 60 una memoria de la FAA consideró al aeropuerto como el más peligroso del país y dijo que no gastarían más fondos en él. Kansas City reemplazó el aeropuerto en 1972 con el Aeropuerto Internacional de Kansas City.
El aeropuerto del centro de la ciudad fue rebautizado como Charles Wheeler quien era el alcalde cuando se abrió el aeropuerto internacional de Kansas City. La Richards Road que conecta con el aeropuerto, recibe su nombre de John Francisco Richards II, un piloto de Kansas City muerto en la Primera Guerra Mundial (y su nombre también se ha aplicado al aeródromo Richards y a la Base Aérea Richards-Gebaur).
Respecto a la consideración de que el aeropuerto no es seguro, el Air Force One lo usa de manera frecuente durante sus visitas presidenciales.  Archivado el 27 de septiembre de 2007 en Wayback Machine.
Hoy en día, el aeropuerto es principalmente utilizado para aviación de negocios y de recreo. Su localización al norte del centro de negocios proporciona unos accesos excelentes por autopista.
Alberga el Museo de Historia de la Aerolínea centrado en la historia de la TWA.

## Instalaciones
El aeropuerto urbano Charles B. Wheeler cubre un área de 700 acres (283 ha) y cuenta con dos pistas:
- Pista 1/19: 7,002 x 150 ft (2,134 x 46 m), Superficie: Hormigón
- Pista 3/21: 5,050 x 150 ft (1,539 x 46 m), Superficie: Asfalto

El 10 de octubre de 2006, la construcción de la pista 1-19 estaba completada y ambas pistas estaban en uso en toda su longitud.
La calle de rodadura H fue en un tiempo parte de la pista 17/35. Esta pista fue cerrada después de una decisión de la FAA que establecía unas distancias mínimas entre el edificio terminal y la pista.
El departamento de aviación de Kansas City, MO anunció sus planes el 17 de octubre de 2006 para construir un complejo de hangares de avión por 20 millones de dólares en el aeropuerto urbano Charles B. Wheeler que incluía: 122 hangares en T, 13 hangares cuadrados, un edificio terminal con oficinas de 40000 pies cuadrados (12000 metros cuadrados), una sala de pilotos, una sala de reuniones y un restaurante.

## Incidentes
- El 31 de marzo de 1931 el entrenador de Notre Dame, Knute Rockne murió en el vuelo 599 de Transcontinental & Western Air de Kansas City a Los Ángeles cuando el Fokker Trimotor se partió en una tormenta sobre Bazaar, Kansas. Rockne iba a visitar a sus hijos en el Día Escolar de Pembroke-Country. El accidente estuvo a punto de provocar la quiebra de TWA al mostrar lo envejecida que estaba su flota. El accidente fue el punto álgido en el que la TWA comenzó su edad de oro cuando reemplazó su envejecida flota con aviones totalmente nuevos.
- El 16 de enero de 1942 el vuelo 3 de Transcontinental & Western Air con destino a Los Ángeles impactó con el monte Potosí en Nevada después de una parada de repostaje en Las Vegas matando a 22 personas. La actriz Carole Lombard estaba entre las víctimas.
- El 30 de junio de 1956 el vuelo 2 de Trans World Airlines, un Lockheed Super Constellation, rumbo al aeropuerto urbano de Kansas City, colisionó sobre el Gran Cañón con un Douglas DC-7 de United Airlines  matando a las 128 personas que viajaban a bordo de ambos aviones.
- El 22 de mayo de 1962 el vuelo 11 de Continental Airlines en ruta de Chicago (Aeropuerto Internacional O'Hare) al aeropuerto urbano de Kansas City explotó sobre Unionville, Misuri. Las 45 personas a bordo murieron.
- El 1 de julio de 1965 el vuelo 12 de Continental Airlines procedente del Aeropuerto Internacional de Los Ángeles aterrizó con intensas lluvias y fue incapaz de detenerse tras efectuar un acua-planning. Impactó contra un gran montículo y se partió en tres pero las 66 personas a bordo sobrevivieron.
- El 6 de agosto de 1966 el vuelo 250 de Braniff Airways partió del aeropuerto urbano de Kansas City rumbo a Omaha y se estrelló cerca de Falls City, Nebraska matando a las 42 personas a bordo.
- El aeropuerto está construido en el lado norte en la confluencia del Río Kansas y el Río Misuri. Levees protegió el aeropuerto relativamente bien durante la Gran Inundación de 1951 y la Gran Inundación de 1993 gracias a las instalaciones de retención de agua. La inundación de 1951 devastó el aeropuerto de Fairfax y provocó que Kansas City construyese el que acabaría siendo el Aeropuerto Internacional de Kansas City lejos del río para tener la base de mantenimiento de TWA en la zona después de que esta fuese destruida en las inundaciones de Fairfax.